# حسن كافي الآقحصاري
حسن كافي الآقحصاري (951 - 1025 هـ / 1544 - 1616 م) هو فقيه باحث، من أصلٍ بشناقي. ولد في بلدة آق حصار في البوسنة وولي قضاءها، وتوفي بها. شارك في حرب النمسا سنة 1004 هـ. كان ورعاً متقشفاً كثير الصيام، يبغض مشايخ الطرق في زمانه، ويقرعهم بحجج الشرع، ويقول: «لو كانت الكرامة تنال بالرياضة لنلتها»، وكان يحضر الغزوات، فقد كان خطيباً مقاتلاً.

## علمه
أجاد الكافي ثلاث لغات، وهي العربية والتركية والفارسية وكتب معظم مؤلفاته بالعربية. ومن كتبه العربية:
- «سمت الوصول إلى علم الأصول».
- «روضات الجنات في أصول الاعتقادات».
- «تمحيص التلخيص».
- «أصول الحكم في نظام العالم»، وقد تُرجم إلى التركية والألمانية والفرنسية والبوسنوية.
- «شرح مختصر القدوري»، وهو كتاب فقه في أربعة أجزاء.
- «شرح كافية ابن الحاجب»، كتابٌ في النحو.
- «تحقيق كلمة جلبي».
- «نظام العلماء إلى خاتم الأنبياء»، ذكر فيه سلسلة مشايخه في الفقه إلى الإمام أبي حنيفة ثم منه إلى رسول الله ﷺ، وترجم كل واحد منهم.